# Andrea Pinos
Andrea Pinos (né le 7 mai 1985, à Latisana dans le Frioul-Vénétie Julienne) est un coureur cycliste italien. Durant sa carrière, il participe à des compétitions sur route et sur piste.

## Biographie
Bon sprinteur, il se distingue dans les années 2000 en obtenant diverses victoires et de nombreuses places d'honneur chez les amateurs. Il s'impose également sur une étape du Tour du Frioul-Vénétie julienne en 2006. Après ses performances, il évolue au sein de l'équipe continentale Tusnad en 2010. Il remporte durant cette saison une étape du Tour de Roumanie. 

## Palmarès et résultats

### Palmarès par année
- 2003
  - 3e du championnat d'Italie de course aux points juniors
- 2004
  - 2e du championnat d'Italie de vitesse par équipes
- 2006
  - 1rea étape du Tour du Frioul-Vénétie julienne
  - 3e de La Bolghera
  - 3e du Giro dei Tre Ponti
- 2007
  - Gran Premio Rinascita
  - Giro dei Tre Ponti
  - 2e du Mémorial Polese
  - 2e du Giro delle Tre Province
  - 2e de La Popolarissima
  - 2e du Circuito del Termen
  - 2e de Vicence-Bionde
  - 3e du Trophée Visentini
  - 3e du Gran Premio Fiera del Riso
- 2008
  - 2e de la Medaglia d'Oro Città di Monza
- 2009
  - 2e de la Coppa Fratelli Paravano
  - 2e du Circuit de Cesa
  - 3e de la Coppa Città di Bozzolo
- 2010
  - 6e étape du Tour de Roumanie

### Classements mondiaux
| Année           | 2006 | 2007 | 2008 | 2009 | 2010 |
| --------------- | ---- | ---- | ---- | ---- | ---- |
| UCI Europe Tour | 658e |      |      |      | 920e |